# Brezons (Cantal)
Brezons település Franciaországban, Cantal megyében. Lakosainak száma 179 fő (2022. január 1.). Brezons Albepierre-Bredons, Cézens, Malbo, Pailherols, Paulhac, Pierrefort, Saint-Jacques-des-Blats és Saint-Martin-sous-Vigouroux községekkel határos.

## Népesség
A település népességének változása:
| Lakosok száma | 451  | 310  | 208  | 215  | 201  | 192  | 183  | 182  | 183  | 179  |
|               | 1968 | 1982 | 1999 | 2006 | 2011 | 2015 | 2017 | 2018 | 2020 | 2022 |